# Oligacanthorhynchida
Oligacanthorhynchida je red v razredu Archiacanthocephala.

## Družine
| Družina               | Število manjših skupin (vrsta, podvrsta ...) |
| --------------------- | -------------------------------------------- |
| Oligacanthorhynchidae | 121                                          |